# (11823) Christen
(11823) Christen est un astéroïde de la ceinture principale.

## Description
(11823) Christen est un astéroïde de la ceinture principale. Il fut découvert le 2 novembre 1981 à la station Anderson Mesa par Brian A. Skiff. Il présente une orbite caractérisée par un demi-grand axe de 2,37 UA, une excentricité de 0,25 et une inclinaison de 4,9° par rapport à l'écliptique.

## Compléments